# Unciaal 056
Unciaal 056 (Gregory-Aland) is een van de Bijbelse handschriften. Het dateert uit de 10e eeuw en is geschreven met hoofdletters (uncialen) op perkament.

## Beschrijving
Het bevat de tekst van de Handelingen van de Apostelen en Brieven van Paulus. De gehele Codex bestaat uit 381 bladen (29,8 x 23,3 cm) en werd geschreven in een kolom per pagina, 40 regels per pagina.
De Codex is een representant van het Byzantijnse tekst-type, Kurt Aland plaatste de codex in Categorie V.

## Geschiedenis
Het handschrift werd onderzocht door Montfaucon, Wettstein, Tischendorf, en Gregory.
Het handschrift bevindt zich in de Bibliothèque nationale de France (Coislin Gr. 26) in Parijs.